# Взрыв автобуса в Волгограде
Взры́в авто́буса в Волгогра́де — террористический акт, произошедший в понедельник, 21 октября 2013 года в автобусе ЛиАЗ-5256, перевозившем пассажиров в Красноармейском районе Волгограда.

## Ход событий
Взрыв произошёл в 14:05 (MSK) 21 октября 2013 года в автобусе «ЛиАЗ-5256», следовавшем по маршруту № 29 в Красноармейском районе Волгограда, недалеко от остановки «Лесобаза».
Причиной взрыва стала детонация взрывного устройства, изготовленного из двух тротиловых шашек и двух гранат, начинённых поражающими элементами — шурупами и металлической стружкой. Мощность взрыва составила 500—600 г в тротиловом эквиваленте.
В результате взрыва погибло 8 человек, включая террористку, ранено 37 человек (30 из них были госпитализированы). Также среди пострадавших числятся случайные прохожие и водители автомобилей, которые в момент взрыва находились рядом с автобусом.

## Расследование
Возбуждено уголовное дело по трём статьям — ч. 3 ст. 205 УК РФ (террористический акт), ч. 2 ст. 105 УК РФ (убийство двух и более лиц), ст. 222 УК РФ (незаконный оборот оружия и взрывчатых веществ).
Террористкой-смертницей оказалась 30-летняя уроженка Республики Дагестан Наида Асиялова, находившаяся в федеральном розыске.
Асиялова прибыла в Волгоград из Махачкалы на рейсовом автобусе, следовавшем в Москву. Она вышла из автобуса в районе Волгоградской академии МВД примерно за час до совершения теракта.
Предполагаемый организатор теракта 21-летний Дмитрий Соколов был уничтожен в ходе операции под Махачкалой спецслужбами РФ 16 ноября 2013 года. Сотруднику правоохранительных органов, который вёл переговоры с Соколовым по телефону, последний сообщил, что именно он собрал взрывное устройство, приведённое в действие в Волгограде.
20 ноября 2013 года Национальный антитеррористический комитет сообщил, что Мурад Касумов, организовавший теракт, был уничтожен в Махачкале. Именно он дал указание Дмитрию Соколову изготовить бомбу, взорвавшуюся в Волгограде.
В начале декабря 2013 года дело о теракте было закрыто в связи со смертью всех лиц, кому могло бы быть предъявлено обвинение в данном преступлении.

## Мнения
По версии ряда экспертов, теракт мог стать реакцией исламистов на недавние контртеррористические операции на Северном Кавказе, а также на вынесенный 15 октября 2013 года пожизненный приговор Али Тазиеву.
Другие аналитики связывали теракт с предстоящими Олимпийскими играми в Сочи; по их мнению, данный теракт мог стать началом в цепочке террористических актов в регионе, направленных на дискредитацию Олимпиады.

## Реакция властей

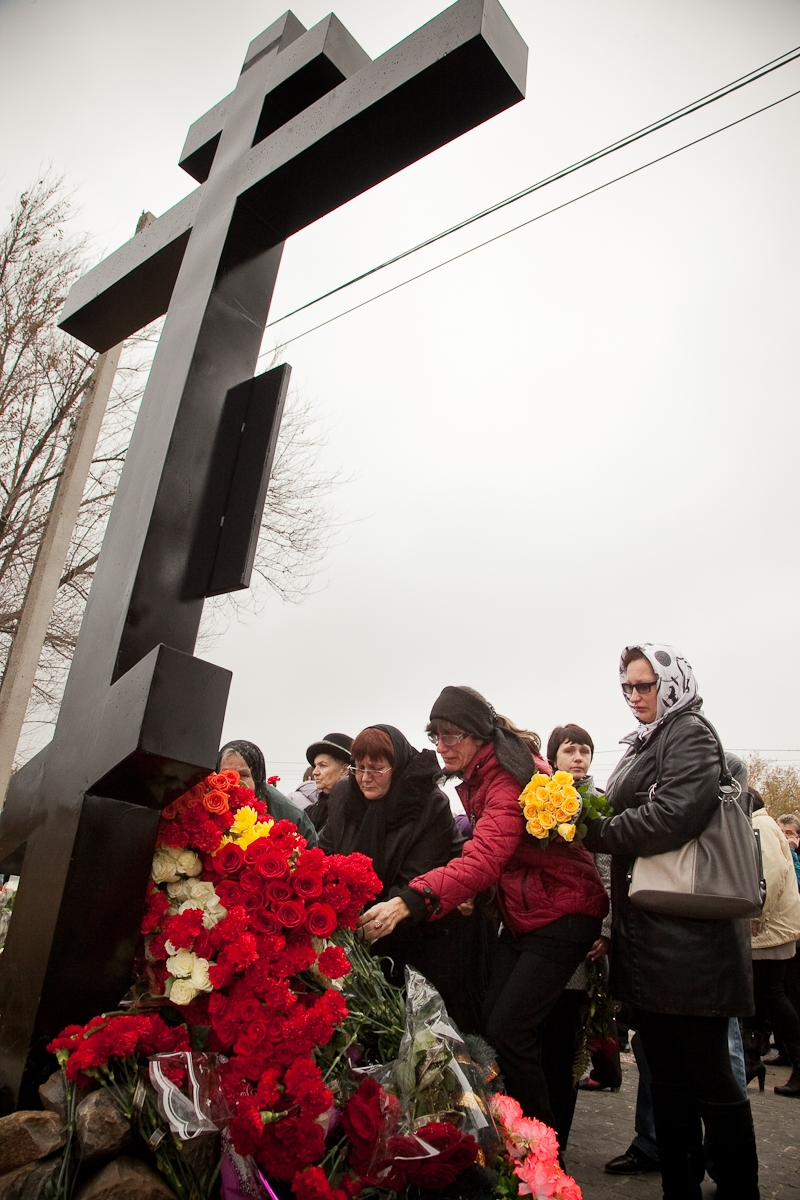
Поклонный крест в память о погибших на месте трагедии

Соболезнования родным и близким погибших в результате теракта выразили Президент РФ Владимир Путин, мэр Москвы Сергей Собянин, губернатор Краснодарского края Александр Ткачёв, и другие официальные лица.
Губернатором Волгоградской области С. А. Боженовым принято решение выплатить семьям погибших по 1 млн рублей, тяжело пострадавшим — по 400 тысяч рублей, другим пострадавшим — по 100 тысяч рублей. Кроме того, страховая компания, в которой была застрахована ответственность перевозчика, объявила, что осуществит выплаты пострадавшим в теракте. По закону страховая выплата по причинении смерти составляет 2,025 миллиона рублей, до 2 миллионов — за ущерб здоровью, в зависимости от полученных травм. 
В Волгоградской области был введён высокий («жёлтый») уровень террористической опасности.
22 октября 2013 года в Волгоградской области объявлен трёхдневный траур по погибшим.

## Реакция общественности
Соболезнование жертвам теракта выразил Патриарх Кирилл.
Соболезнования выразил также Совет муфтиев России.
Между тем, в ночь с 21 на 22 октября 2013 года в Волгограде неизвестными была предпринята попытка поджога мусульманского молельного дома.
29 ноября 2013 года (40-й день с момента трагедии) в Волгограде, у поклонного креста, который установили на 9-й день после теракта рядом с местом, где произошёл взрыв, прошла панихида по погибшим.

## Международная реакция
Теракт осудили Генсек ООН Пан Ги Мун, власти Испании и США.